# KOI-410
KOI-410 (2MASS J19285952+4041457, KIC 5449777, UCAC2 46010310, UCAC3 262-164072)  — солнцеподобная звезда в созвездии Лебедя, жёлтый карлик с температурой поверхности 5968 К и радиусом около 1,117  солнечного. У звезды имеется кандидат в экзопланеты — KOI-410 b.

## Планетная система
В 2011 году космическим телескопом Кеплер и французской обсерваторией SOPHIE у звезды KOI-410 был обнаружен кандидат в экзопланеты — газовый гигант, «горячий юпитер» KOI-410 b.
| b | < 3,5 | 1,07 | 7,217 | 0,08 |  |

## Каталоги
- 2MASS=19285952+4041457 (англ.). VizieR Catalogue Service. Архивировано 18 октября 2013 года.
- KOI-410 (англ.). SIMBAD. Архивировано 18 октября 2013 года.
- KOI-410 b (англ.). Ames Research Center. (недоступная ссылка)
- KOI-410 (англ.). NASA Exoplanet Archive.
- KOI-410b (англ.). Open Exoplanet Catalogue. Архивировано из оригинала 16 октября 2013 года.
- KOI-410 b (англ.). Exoplanet.eu. Архивировано 19 октября 2013 года.